# Torneo de Linz 2021
El Upper Austria Ladies Linz 2021 fue un torneo de tenis jugado en canchas duras bajo techo. Fue la 35.ª edición del Upper Austria Ladies Linz, y formó parte del circuito WTA 250 de la WTA Tour 2021. Se llevó a cabo en el TipsArena Linz, Austria, del 6 al 12 de noviembre de 2021.

## Distribución de puntos
| Modalidad           | Campeona | Finalista | Semifinales | Cuartos de final | 2ª ronda | 1ª ronda | Clasificadas | 3ª ronda de clasificación | 2ª ronda de clasificación | 1ª ronda de clasificación |
| Individual femenino | 280      | 180       | 110         | 60               | 30       | 1        | 18           | 14                        | 10                        | 1                         |
| Dobles femenino     | 280      | 180       | 110         | 60               | -        | 1        | -            | -                         | -                         | -                         |

## Cabezas de serie

### Individuales femenino
| Tenista               | Ranking | Preclasificado |
| Emma Raducanu         | 21      | 1              |
| Simona Halep          | 22      | 2              |
| Danielle Collins      | 30      | 3              |
| Veronika Kudermétova  | 31      | 4              |
| Ekaterina Alexandrova | 32      | 5              |
| Sorana Cîrstea        | 38      | 6              |
| Viktorija Golubic     | 45      | 7              |
| Jasmine Paolini       | 51      | 8              |

- Ranking del 1 de noviembre de 2021[2]

### Dobles femenino
| Tenistas                            | Ranking | Preclasificados |
| Julia Lohoff Renata Voráčová        | 154     | 1               |
| Oksana Kaláshnikova Miyu Kato       | 161     | 2               |
| Natela Dzalamidze Kamilla Rakhimova | 171     | 3               |
| Alicja Rosolska Erin Routliffe      | 175     | 4               |

## Campeonas

### Individual femenino
Alison Riske venció a  Jaqueline Cristian por 2-6, 6-2, 7-5

### Dobles femenino
Natela Dzalamidze /  Kamilla Rakhimova vencieron a  Xinyu Wang /  Saisai Zheng por 6-4, 6-2